# Targeta perforada
La targeta perforada és un mitjà d'enregistrament d'informació digital basat en una cartolina amb unes perforacions que enregistren dades codificades, de forma binària, «acció» (forat) o «no acció» (no forat). Aquest sistema, molt utilitzat els anys 1960 i 1970, va ser el primer mitjà utilitzat per emmagatzemar i entrar informació (en codi binari o EBCDIC) als ordinadors de l'època. Les targetes perforades ja van ser utilitzades en informàtica a partir del s.XIX, i abans encara les havia fet servir Joseph Marie Jacquard en els seus telers (de fet, la informàtica va adquirir l'ús de les targetes perforades de les fetes servir en els telers). Amb la mateixa lògica (perforació o absència de perforació), es van desenvolupar paral·lelament les cintes perforades.
Les targetes perforades van ser reemplaçades progressivament per mitjans magnètics i òptics d'emmagatzemament d'informació. No obstant això, molts dels dispositius d'emmagatzematge actuals, com ara el CD-ROM també es basen en uns principis tècnics similars als de les targetes perforades (solc i pla), si bé que amb unes mides, velocitats d'accés i capacitat dels mitjans actuals que no admeten comparació amb les antigues targetes.

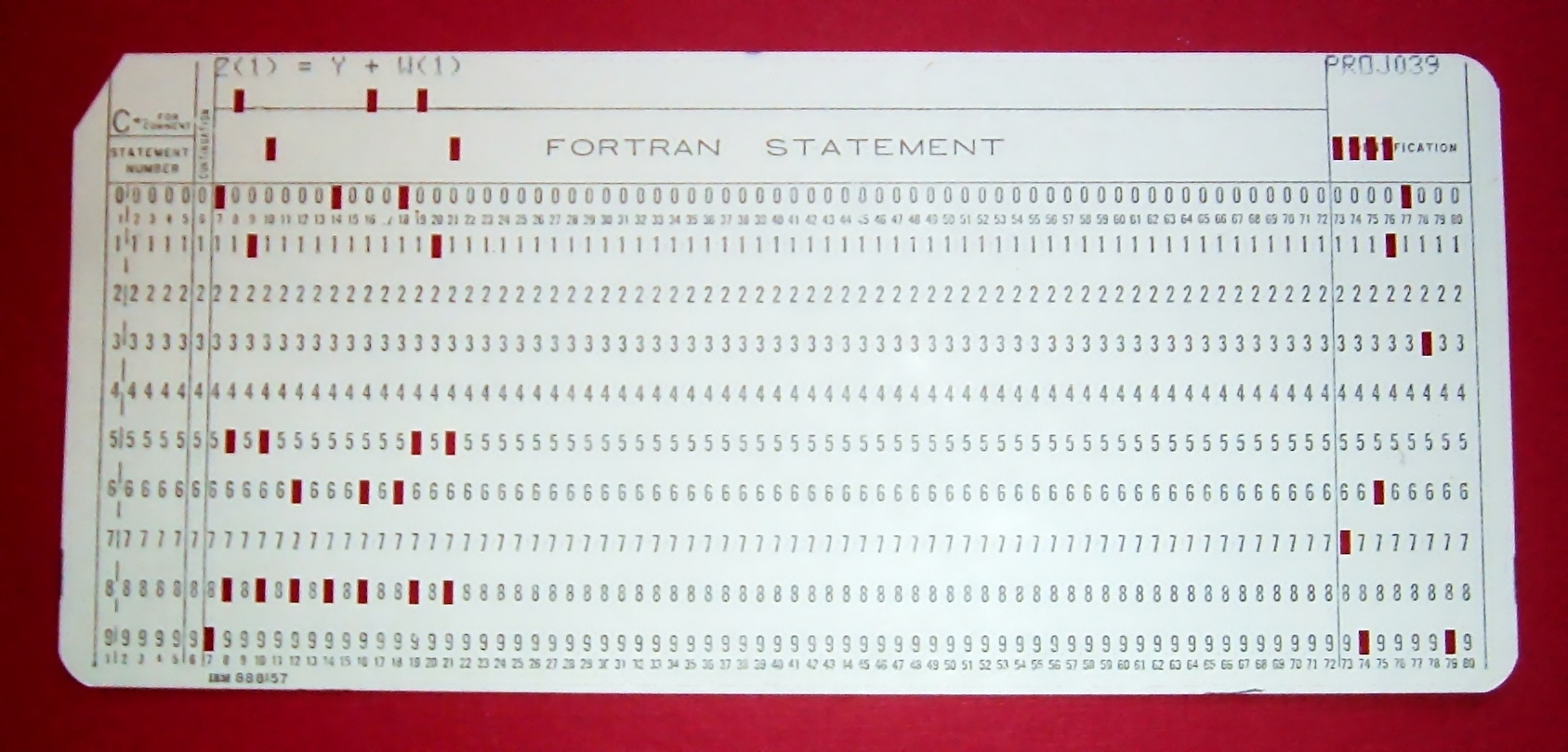
Una targeta perforada de 80 columnes del tipus més utilitzat al segle XX

## Història

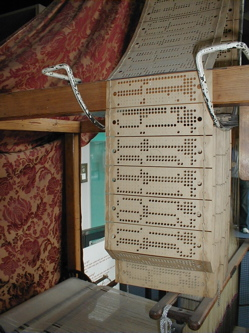
Targetes perforades en un Teler de Jacquard.

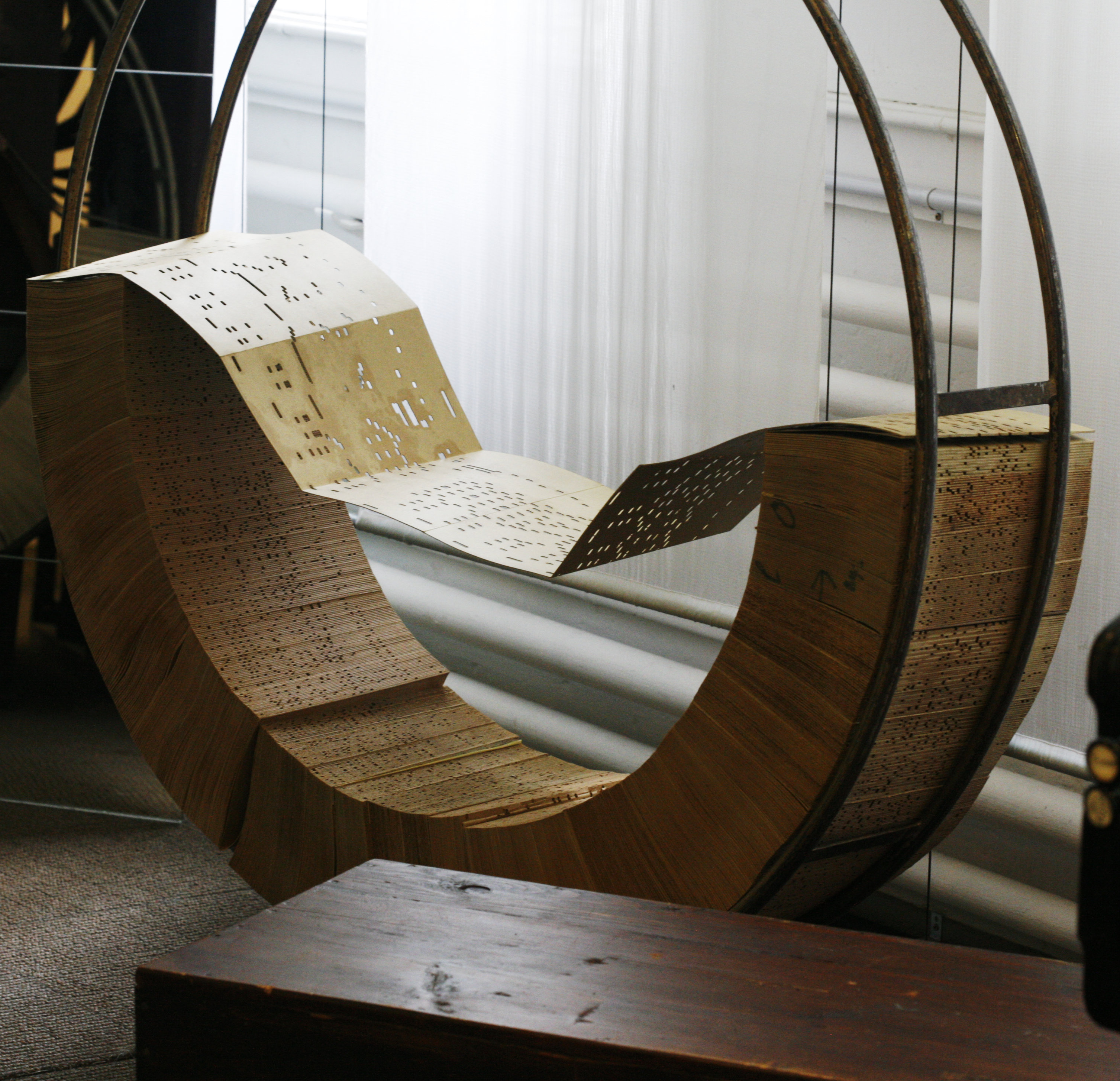
Targetes perforades d'un gran òrgan de dansa

Les targetes perforades van ser usades per primera vegada al voltant de 1725 per Basile Bouchon i Jean-Baptiste Falcon com una forma més robusta dels rotlles de paper perforats usats aleshores per controlar telers tèxtils a França. Aquesta tècnica va ser enormement millorada per Joseph Marie Jacquard en el seu teler de Jacquard el 1801. Charles Babbage va llançar la idea de l'ús de les targetes perforades com una manera de controlar un giny mecànic que ell mateix va dissenyar. A partir d'aquests instruments, Herman Hollerith va desenvolupar la tecnologia de processament de dades en targetes perforades per al cens dels Estats Units d'Amèrica de 1890 i va fundar la companyia  Tabulating Machine Company  (1896) la qual va ser una de les tres companyies que es van unir per a formar la Computing Tabulating Recording Corporation (CTR), després rebatejada IBM.
IBM va produir i comercialitzar una varietat de màquines de tractament electromecànic agrupades sota la denominació genèrica de màquines de registre unitari (unit record equipment) que permetien crear, ordenar o seleccionar targetes perforades. Aquesta tecnologia va conviure amb l'expansió dels ordinadors electrònics apareguts al final de la dècada dels anys 1950.
IBM havia desenvolupat la tecnologia de la targeta perforada com una eina poderosa per al processament de dades empresarials i va produir una extensa varietat de màquines de registre unitari de propòsit general. A la dècada dels 1950, aquests sistemes s'havien tornat indispensables en la indústria i l'administració.

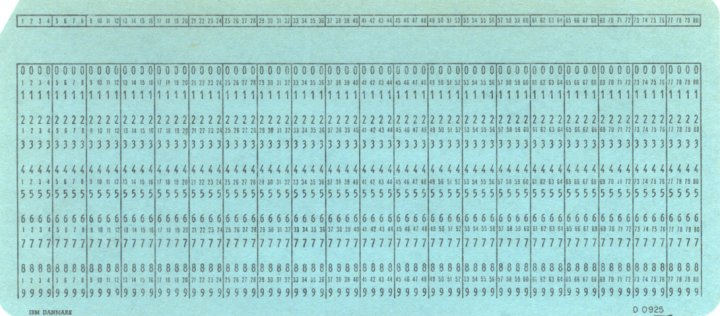
Una targeta perforada típica per guardar dades, abans de fer-se servir

Des del 1900 fins a la dècada dels 50 les targetes perforades van ser el primer mitjà per a l'entrada i emmagatzematge de dades, i el processament en computació institucional i, segons els arxius d'IBM: "Cap a 1937 […] IBM tenia 32 premses treballant en Endicott, NY, imprimint, tallant i apilant de 5 a 10 milions de targetes perforades cada dia ". Les targetes perforades eren utilitzades fins i tot com documents legals, així com xecs i bons d'estalvi del govern dels Estats Units d'Amèrica. Durant la dècada del 60, les targetes perforades van ser gradualment reemplaçades per cintes magnètiques com a primera mesura per a l'emmagatzematge de dades, mentre apareixien ordinadors millors i amb més capacitat. Les targetes perforades van ser encara comunament usades per a l'entrada de dades i programació fins a mitjans de la dècada del 70, quan la combinació d'emmagatzematge dediscos magnètics de més baix cost, i l'entrada d'informació mitjançant terminals interactius o miniordinadors més assequibles, van produir l'obsolescència de les targetes perforades per a aquesta funció.
La influència de moltes convencions d'estàndards i formats d'arxius creats per aquesta tecnologia va perdurar posteriorment a la seva desaparició. Un exemple és el nombre de dígits de cada targeta. Els terminals que van venir a reemplaçar-les, com ara l'IBM 3270, mostrava línies de 80 columnes d'ample en mode text, per compatibilitat amb el programari existent per tractar targetes. Aquestes limitacions tècniques avui estan totalment superades en la mesura que els nous sistemes fan servir interfície gràfica d'usuari amb tipus de fonts d'ample variable.
Avui en dia, les targetes perforades han esdevingut obsoletes.

## Formats de targetes
En les primeres aplicacions de les targetes perforades, cadascuna tenia un format i mides específic per a la màquina que les utilitzaria. No va ser fins voltants de 1928 que es varen fixar estàndards i les targetes perforades i les màquines van ser fetes de «propòsit general».
Les diferències entre tipus de targeta tenien a veure amb la mida, forma dels forats i nombre de dígits que podien emmagatzemar-se.
Els forats, i conseqüentment, els petits paperets resultants de la perforació coneguts col·loquialment amb el nom de chads o chips, podien ser rectangulars, circulars o ovalats.
El nombre de columnes (cada columna emmagatzemava un dígit) variava entre 24 i 90 columnes. El format era quadrat o rectangular i, habitualment, tenia una de les cantonades escapçada per detectar visualment si, dins d'un paquet de targetes, alguna estava capgirada respecte a la resta.
Les targetes acostumaven a estar impreses amb indicació de les files i columnes, de forma que una perforació pogués ser fàcilment identificada. Algunes targetes, un cop utilitzades, podien tenir una funció complementària com ara servir de rebut justificatiu d'un pagament o com la identificació d'un objecte (igual que el codi de barres actual). En aquests casos, la targeta estava impresa de forma que pogués ser llegida de forma visual, a més d'electrònicament.

### Formats de targetes perforades Hollerith

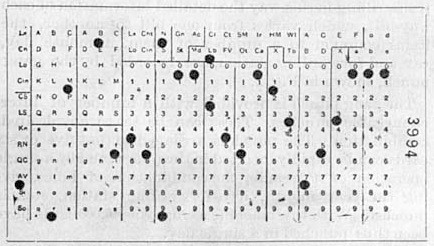
Targeta de Hollerith de 1887

La targeta perforada patentada per Herman Hollerith el 8 de juny de 1887 i usada en les màquines tabuladores mecàniques en el cens de 1890 dels Estats Units d'Amèrica, era una cartolina rectangular d'uns 90 x 215 mm, amb forats rodons i 24 columnes.
Aquesta targeta tenia la mateixa mida que un dòlar nord-americà de l'època. Les raons suggerides per fer d'aquesta mida eren:
- Hollerit va sentir que la gent les tractaria amb respecte si les feia d'aquesta mida.
- Les caixes d'aquesta mida ja existien a preus barats, dissenyades per als bancs per guardar els diners.
- L'equipament per a manejar aquestes mides de paper estaven disponibles per a l'Oficina del Cens dels Estats Units com a préstec del Departament del Tresor dels Estats Units

Però no hi ha evidència real que provi que algun d'aquests suggeriments sigui correcte.

### Targeta perforada de format de 80 columnes d'IBM

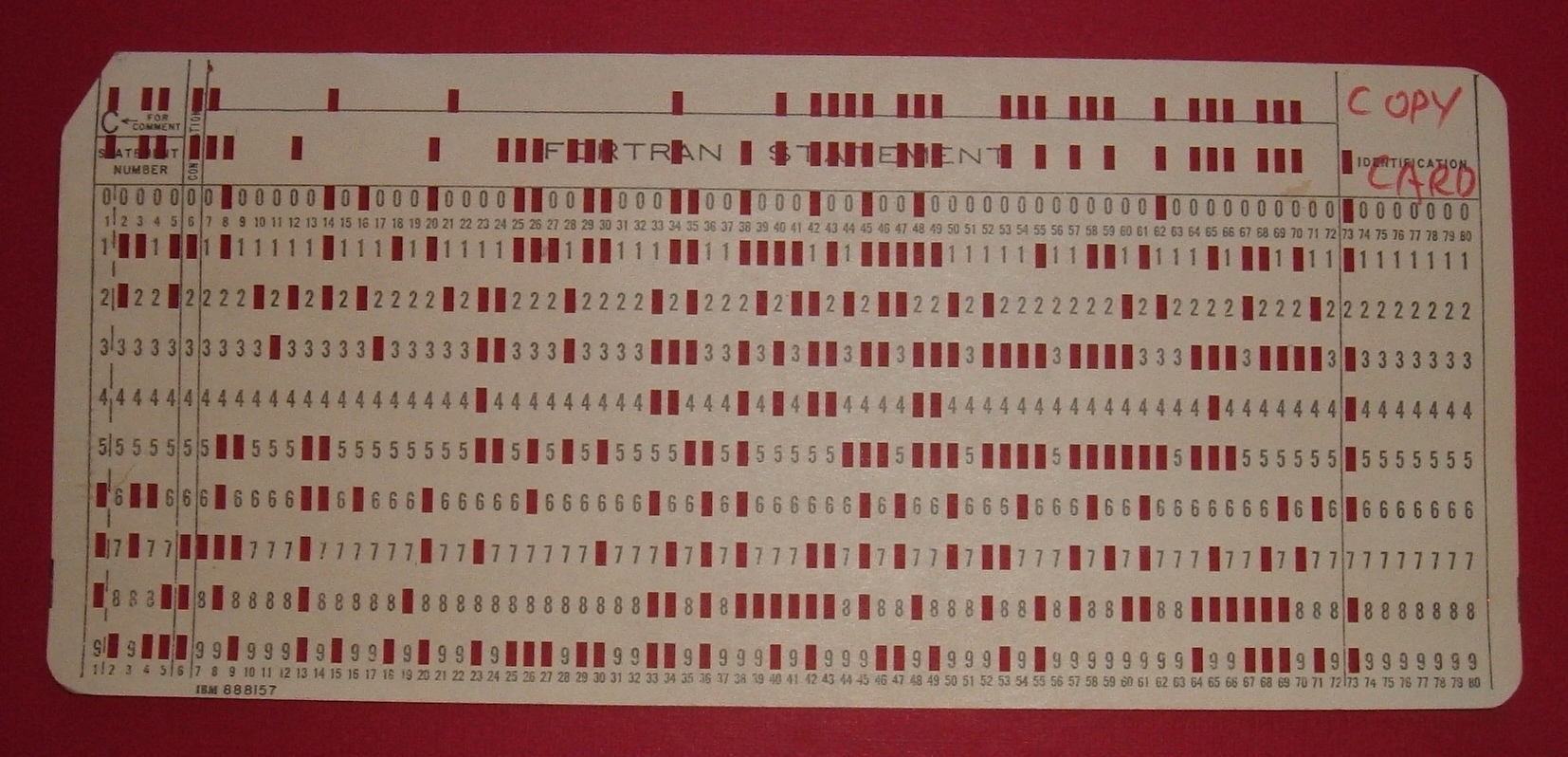
Targeta perforada binària

Aquest format de targeta d'IBM, dissenyat el 1928, tenia forats rectangulars, 80 columnes amb 12 llocs de perforació cadascuna, i permetia representar un caràcter per cada columna. La mida de la targeta era exactament de 187,325 x 82,55mm. Les targetes eren fetes de material llis, de 0,179 mm d'ample. El 1964, IBM va canviar de cantonades quadrades a arrodonides.
Les 10 posicions inferiors representaven (de dalt a baix) els dígits del 0 al 9. Les dues posicions superiors de cada columna eren anomenades «perforació de zona 12» (superior), i «perforació de zona 11». En les primeres utilitzacions només es codificava informació numèrica (les 10 posicions inferiors), amb una perforació per columna que indicava el dígit. Se li podia, opcionalment, afegir el signe fent una perforació extra a la zona 12 per positiu i la zona 11 per a negatius en la columna que contenia el dígit de les unitats.
Més tard van ser introduïts codis per a representar lletres majúscules i caràcters especials. Una columna amb 2 perforacions (zona [12,11,0] + dígit [1-9]) era una lletra, 3 perforacions (zona [12,11,0] + dígit [2-4] + 8) era un caràcter especial. La introducció del EBCDIC el 1964 va permetre columnes amb fins a 6 perforacions (zones [12,11,0,8,9] + dígit [1-7]). IBM i altres fabricants van fer servir codificacions molt diferents per a caràcters en targetes de 80 columnes.
Per a algunes aplicacions d'ordinador, van ser utilitzats formats de nombres binaris, on cada perforació representava un sol dígit binari (bit), cada columna (o fila) era tractada com un camp d'un bit, i qualsevol combinació de forats estava permesa. Per exemple, els ordinadors científics de la sèrie 704/709/7090/7094 d'IBM, tractaven cada fila com dues paraules de 36 bits, usualment a les columnes 1-72, ignorant les últimes 8 columnes. Altres ordinadors, com l'IBM 1130 o la System/360, feien servir totes les columnes.
El format de targeta de 80 columnes va dominar la indústria, fent-se populars amb el nom de «targetes IBM», un domini que va animar altres indústries a fabricar targetes i equipaments compatibles.

### Targetes de marques sensibles
Les targetes de marques sensibles (electrogràfiques), varen ser desenvolupades per Reynold B. Johnson a IBM. Tenien uns quadrats impresos que podien ser marcats amb un llapis electrogràfic especial. Les targetes podien estar perforades, típicament amb alguna informació inicial com el nom i lloc d'un objecte d'inventari. La informació a ser afegida, com la quantitat d'unitats de l'objecte en stock, podia ser marcada en els quadrats. Les perforadores de targetes amb una opció per detectar targetes de marca sensible podien llavors perforar la informació en el quadrat corresponent de la targeta.

### Targetes d'obertura

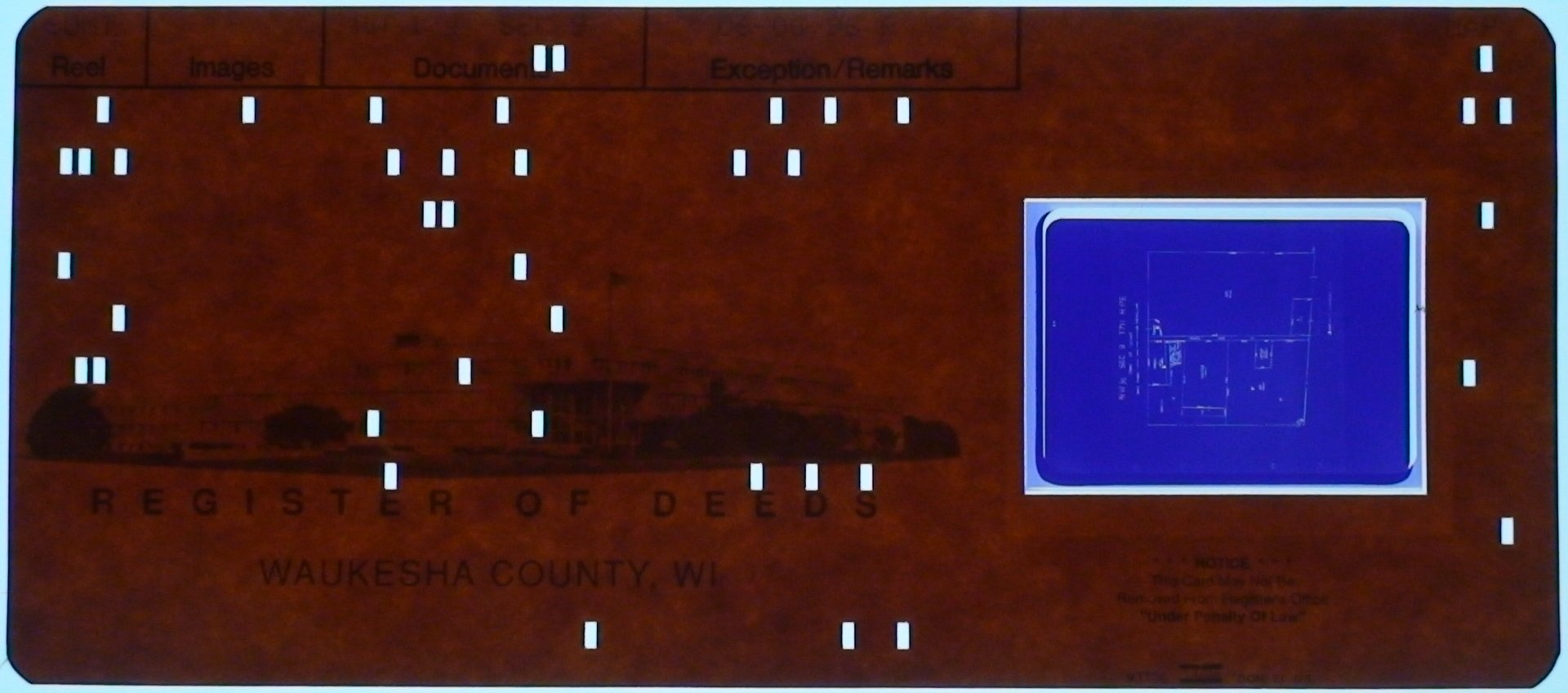
Targeta d'obertura (detalls suprimits).

Les targetes d'obertura tenen un forat llescat al costat dret de la targeta perforada. Un tros de microfilm de 35 mm que conté una imatge de microforma és muntat al forat. Les targetes d'obertura són utilitzades per a diagrames de qualsevol disciplina de l'enginyeria. La informació sobre el diagrama, per exemple el nombre de dibuix, típicament és perforat i imprès la resta de la targeta. Les targetes d'obertura tenen alguns avantatges sobre els sistemes digitals per arxivar informació.

### Targeta perforada IBM de 51 columnes
Aquest format de targeta perforada IBM va ser una targeta de 80 columnes escurçada. L'escurçament de vegades es feia tallant i suprimint, en el moment de la perforació, un tros d'una targeta de 80 columnes. Aquestes targetes van ser usades en algunes aplicacions de venda al detall i inventaris.

## Perforadora portàtil d'IBM

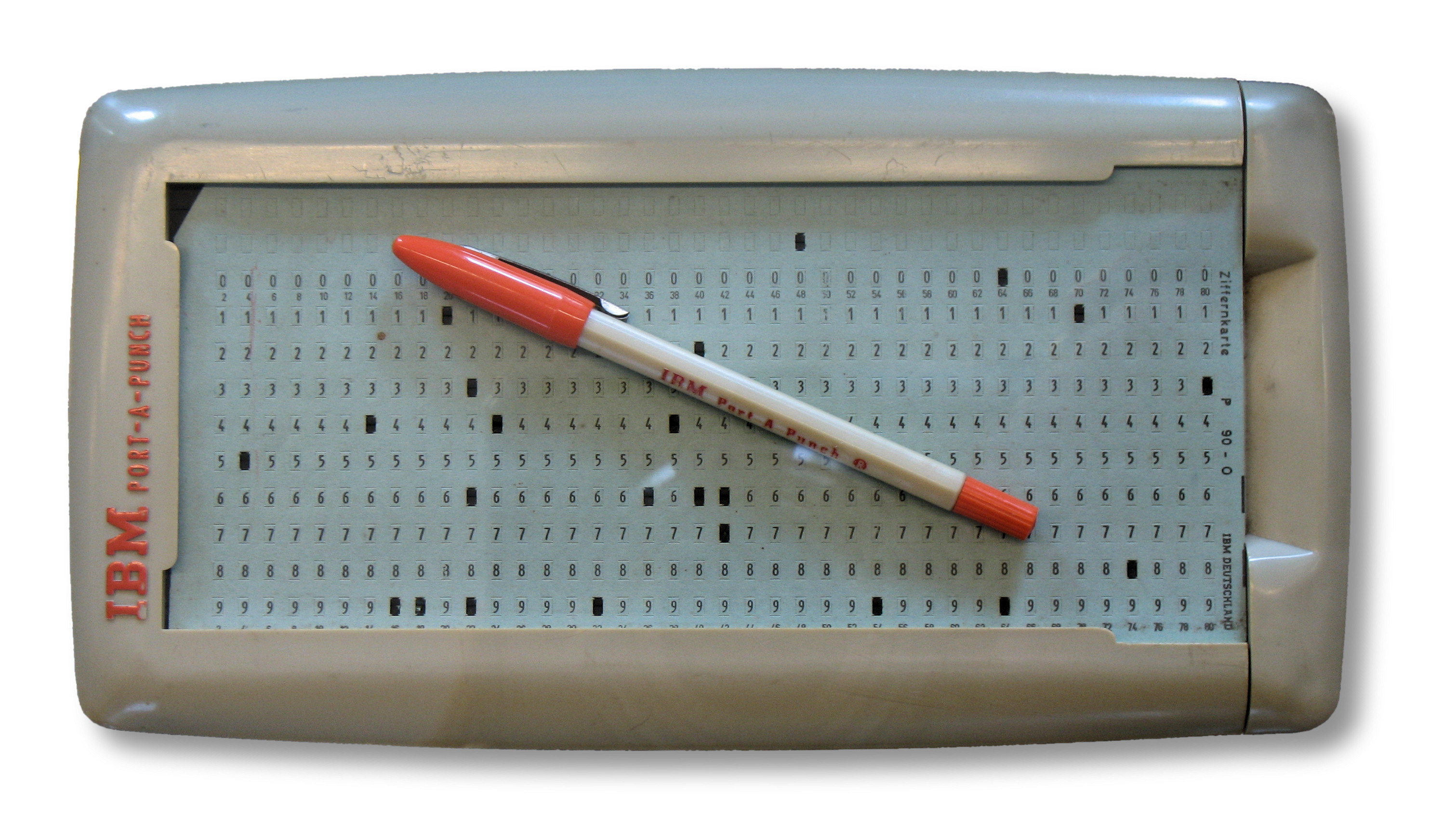
Perforadora portàtil d'IBM (port-a-punch).

Segons els arxius d'IBM: "La Divisió de Subministraments d'IBM va introduir la Perforadora Portàtil (Port-A-Punch) el 1958 com un ràpid i precís mitjà per perforar forats en targetes perforades IBM especialment qualificades. Dissenyada per portar en una butxaca, la perforadora portàtil va fer possible crear documents de targetes perforades en qualsevol lloc. El producte va ser concebut per a operacions de registre "en el focus" - com ara inventaris físics, tiquets de treball i enquestes estadístiques - ja que eliminava la necessitat d'escriptures prèvies o escriptura de documents font". Desafortunadament, els forats resultants quedaven "peluts" i algunes vegades causaven problemes amb l'equipament utilitzat per llegir les targetes.